# Itéa (Rhodope)
Itéa, en grec moderne : Ιτέα, est un village du dème Komotiní dans le district régional de Rhodope en Macédoine-Orientale-et-Thrace en Grèce.
Selon le recensement de 2021, la population du village s'élève à 70 habitants.